# Александр (Витоль)
Епи́скоп Алекса́ндр (в миру — Ада́м Ма́ртынович Ви́толь, латыш. Ādams Vītols; 5 июня 1879 — 30 июля 1942, Рига) — епископ Русской православной церкви, епископ Мадонский, викарий Рижской епархии Прибалтийского Экзархата.

## Биография
Родился 5 июня 1876 года в крестьянской семье, латыш.
В 1892 году окончил по 1-му разряду Рижское духовное училище. В 1898 году окончил по 2-му разряду Рижскую духовную семинарию.
Назначен псаломщиком Уббенормского прихода, где исполнял должность учителя начальной школы.
С 13 января 1901 года — псаломщик Марциенской церкви.
21 октября 1906 года архиепископом Рижским и Митавским 1897-1910 годов Агафангелом (Преображенский) рукоположён во священника к Вестиенской церкви.
11 декабря 1909 года назначен священником в Стамериенский приход.
С 1921 по 1934 год — настоятель церкви Покрова Божией Матери в Виляке.  
1 мая 1932 года удостоен сана протоиерея. 
В дореволюционное время и межвоенные годы работал учителем начальных и основных школ. В декабре 1934 года, как педагог с тридцати пяти летним стажем, вышел на пенсию. 
16 июля 1938 года в Борисоглебском соборе города Даугавпилса состоялось наречение во епископа, а 17 июля хиротонисан во епископа Иерсикского, второго викария Латвийской Православной Церкви (Константинопольский Патриархат). Хиротонию совершили: митрополит Рижский Августин (Петерсон), митрополит Ревельский Александр (Паулус), митрополит Финляндский Герман (Аав), архиепископ Печерский Николай (Лейсман) и епископ Елгавский Иаков (Карп). Епископская кафедра находилась в Даугавпилсе.
В 1940 году, после присоединения Латвии к СССР Латвийская Церковь вошла в состав Русской Православной Церкви на правах епархии, епископ Александр принимается в сущем сане с разрешением архиерейского священнослужения и с правами на управление в качестве Викарного епископа под руководством епархиального архиерея.
С 27 октября 1940 года — епископ Мадонский.
Скончался 30 июля 1942 года. Похоронен на Рижском Вознесенском кладбище.

## Родственники
- Жена: Лидия Петровна (1880—1918).
- Дети: Сергей (1906 г. р.) и Ксения (1910 г. р.)
- Брат: Витоль Константин окончил в 1892 г. Рижскую духовную семинарию.